# 漢森山 (阿蒙森海岸)
85°59′S 164°28′W / 85.983°S 164.467°W
漢森山，是南極洲的山峰，位於阿蒙森海岸，屬於毛德王后山脈的一部分，海拔高度3,280米，在1911年11月由挪威探險家發現，現時由南極條約體系管理。